# Верх-Мостовинський
Верх-Мостови́нський (рос. Верх-Мостовинский) — селище у складі Топкинського округу Кемеровської області, Росія.

## Населення
Населення — 25 осіб (2010; 34 у 2002).
Національний склад (станом на 2002 рік):
- росіяни — 97 %